# هجوم شرق حلب (2015–16)
في أعقاب هجوم كويرس الناجح للجيش العربي السوري، خلال الحرب الأهلية السورية، الذي انتهى بتأمين قاعدة كويرس الجوية العسكرية في 16 نوفمبر 2015، شن الجيش السوري هجومًا جديدًا في الريف الشرقي من محافظة حلب، بهدف توسيع المنطقة العازلة حول القاعدة الجوية وتعطيل خطوط إمداد داعش.